# Brihan Maharashtra Sugar Syndicate Ltd.
Brihan Maharashtra Sugar Syndicate Ltd. est une société sucrière indienne, basée à Pune en Inde, fondée le 21 septembre 1934 par l'industriel Chandrashekhar Agashe,,,,.